# Долгая помолвка (картина)
«Долгая помолвка» (англ. The Long Engagement) — картина художника-прерафаэлита Артура Хьюза, написанная между 1854 и 1859 годами. Первое название картины было «Орландо».
На картине изображён молодой викарий и его невеста в лесу. Юноша утомлён и подавлен невозможностью обеспечить будущее своей семьи, а девушка пытается ободрить его. Как и многие другие женские образы на картинах Хьюза, она является воплощением викторианской добродетели. На коре дерева едва заметно вырезанное женское имя «Эмми». Возможно, так зовут героиню, а здесь — место их постоянных свиданий. Однако женское имя почти стёрто и заросло плющом, что является свидетельством неумолимого хода времени.
В 1902 году «Долгая помолвка» была преподнесена в дар Бирмингемскому музею и картинной галерее, где и хранится по сей день.